# Marrazes
Marrazes era una freguesia del Portogallo della città di Leiria fondata nel 1829 e soppressa nel 2013.